# Huixian
Koordinaten: 35° 28′ N, 113° 48′ O
Die kreisfreie Stadt Huixian (chinesisch 辉县市, Pinyin Huīxiàn Shì) gehört zum Verwaltungsgebiet der bezirksfreien Stadt Xinxiang in der zentralchinesischen Provinz Henan. Huixian hat eine Fläche von 1.688 km² und zählt 759.000 Einwohner (Stand: Ende 2018).
Die Mengzhuang-Stätte (Mengzhuang yizhi 孟庄遗址), die Stätte Baiquan („Hundert Quellen“) (Baiquan 百泉), die Stätte der alten Stadt Gongcheng (Gongcheng chengzhi 共城城址) und der Baiyun-Tempel (Baiyun si 白云寺) stehen auf der Liste der Denkmäler der Volksrepublik China.

## Persönlichkeit
- Liu Qingyi (* 2005), Breakdancerin